# مناورات بحر الصداقة
مناورات بحر الصداقة أو (بالإنجليزية: Sea of Friendship Maneuvers)‏ هي مناورات عسكرية بحرية مشتركة تقام في مياه البحر المتوسط بين كل من مصر وتركيا. بالتبادل بين المياه الإقليمية للبلدين. وبدأت في نوفمبر 2009 وأقيمت خلال أعوام 2010، 2011، 2012 وحتى إلغائها في عام 2013.
تهدف المناورات إلى توثيق التعاون المشترك بين البلدين وتبادل الخبرات والتعرف على كل ما هو حديث في أساليب القتال البحري وما يتم تطويره من أسلحة ومعدات في هذا المجال. وتنمية قدرات العناصر المشاركة على تنفيذ مختلف المهام وصولاً إلى أعلى معدلات الكفاءة والاستعداد القتالي العالي. ورفع الجاهزية والمهارات القتالية من خلال الدقة في التخطيط والتنفيذ والقدرة على ممارسة إجراءات القيادة والسيطرة على الوحدات المختلفة.

## البحرية المصرية

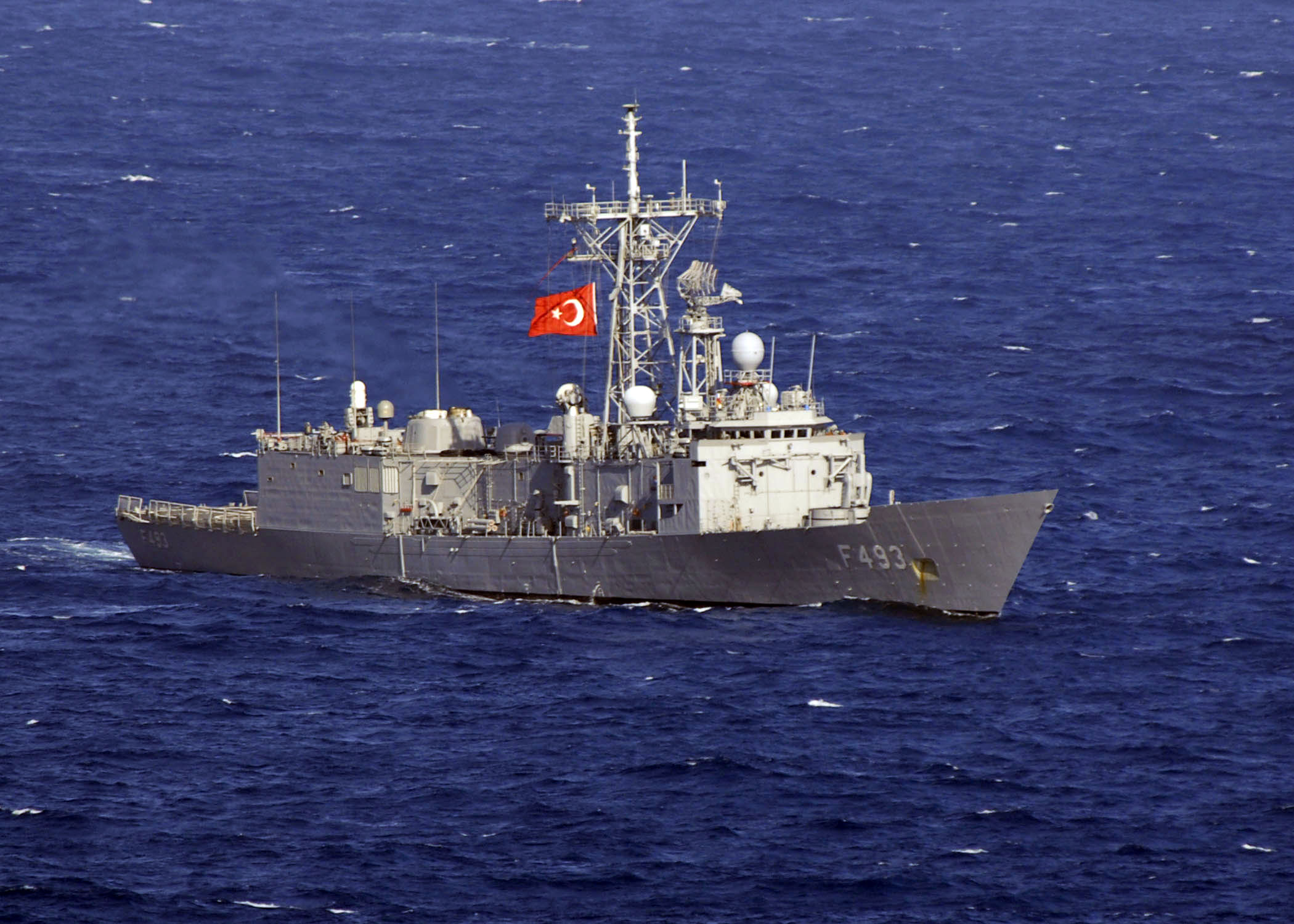
فرقاطة تركية

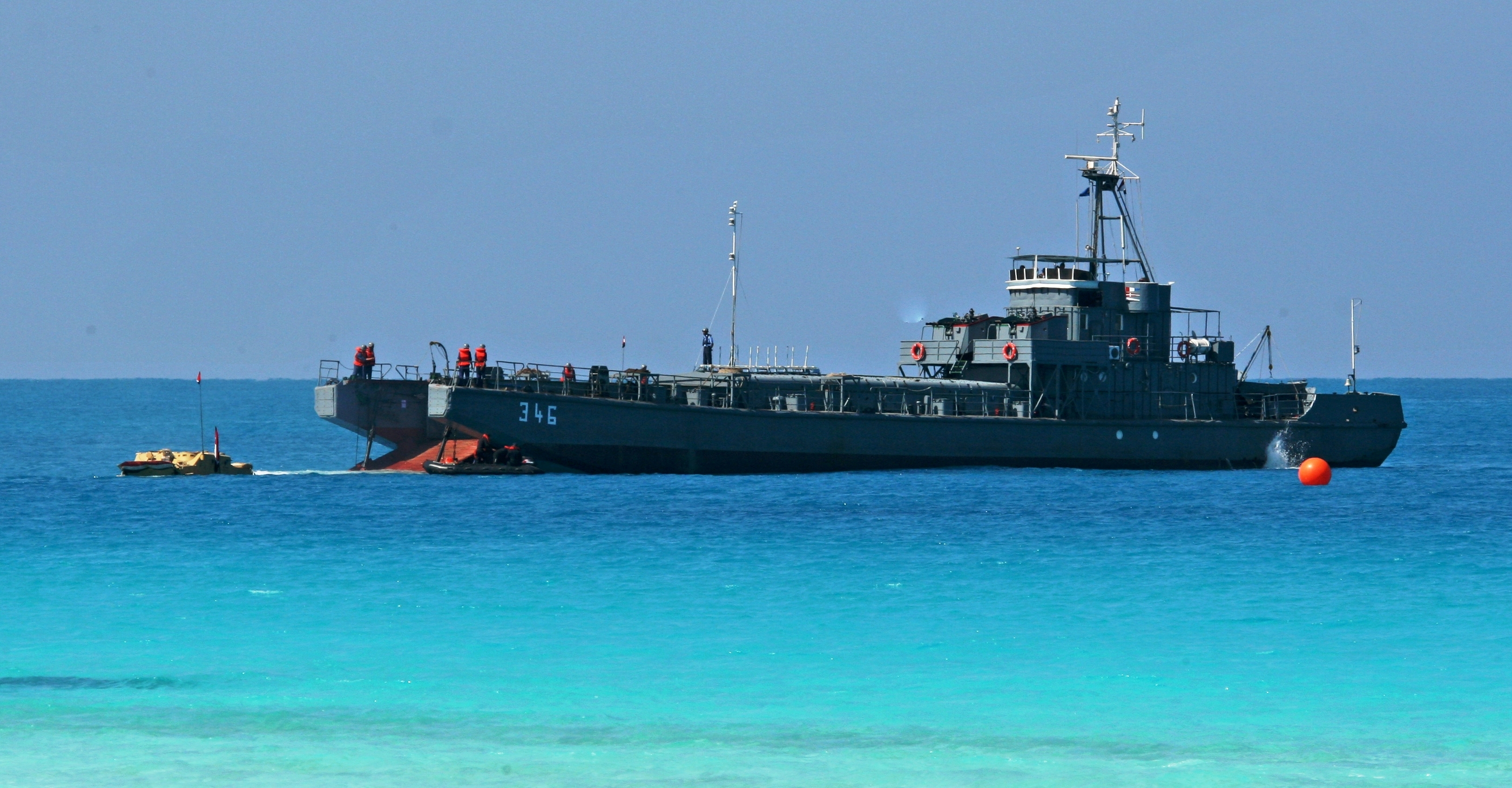
سفينة إبرار مصرية

تعمل القوات البحرية المصرية في وقت السلم على السيطرة على المياه الإقليمية وتأمين الحدود البحرية والأهداف الحيوية في البحر، وفرض سيادة الدولة داخل المياه الإقليمية. وتتولى تأمين السواحل المصرية والمجري الملاحي لقناة السويس وكافة الموانئ المصرية. ومراقبة التلوث البحري داخل المياه الإقليمية، والمشاركة في إزالة آثار الكوارث الطبيعية، وإحباط محاولات الهجرة غير الشرعية ومكافحة أعمال تهريب المخدرات والبضائع المهربة.
في وقت الحرب يعتمد دور القوات البحرية المصرية على تأمين النطاق التعبوي للقوات البحرية بالبحرين المتوسط والأحمر والأهداف الحيوية بالبحر وعلى سواحل الجمهورية، وكذلك تدمير وحدات العدو السطحية والبحث عن وتدمير الغواصات المعادية وتأمين الممرات الملاحية للموانئ ضد خطر الألغام. وكذلك التعرض لخطوط المواصلات البحرية المعادية في النطاق البعيد للقوات البحرية وتأمين حركة النقل البحري من وإلى موانئ الجمهورية، وأيضا معاونة أعمال القتال العاملة على المحاور الساحلية.
وتتكون تقسيمات القوات البحرية المصرية من الفرقاطات، الغواصات، مكافحة الألغام، والزوارق الصاروخية، وزوارق الدورية. مع الاعتماد على القوات الجوية في أعمال الاستطلاع البحري والحماية ضد الغواصات.
وشاركت القوات البحرية المصرية في العديد من الحروب منها حرب أكتوبر  وحرب الاستنزاف التي قامت خلالها بعدة عمليات هامة منها عملية إغراق المدمرة ايلات وعملية الحفار.
كما تجري القوات البحرية المصرية عدة مناورات بحرية تدريبية مشتركة بخلاف مناورات بحر الصداقة وهي مناورات انتصار البحر  التي تجريها تشكيلات القوات البحرية المصرية بمشاركة عناصر من القوات الجوية المصرية. ومناورات مرجان  التي تجريها بالمشاركة مع القوات البحرية الملكية السعودية. ومناورات كليوباترا  التي تجريها بمشاركة القوات البحرية لكل من إيطاليا وألمانيا وفرنسا. ومناورات تحية نسر  التي تجريها مع القوات البحرية الأمريكية. ومناورات أليكساندروبولي  التي تجريها مع القوات البحرية اليونانية.

## البحرية التركية

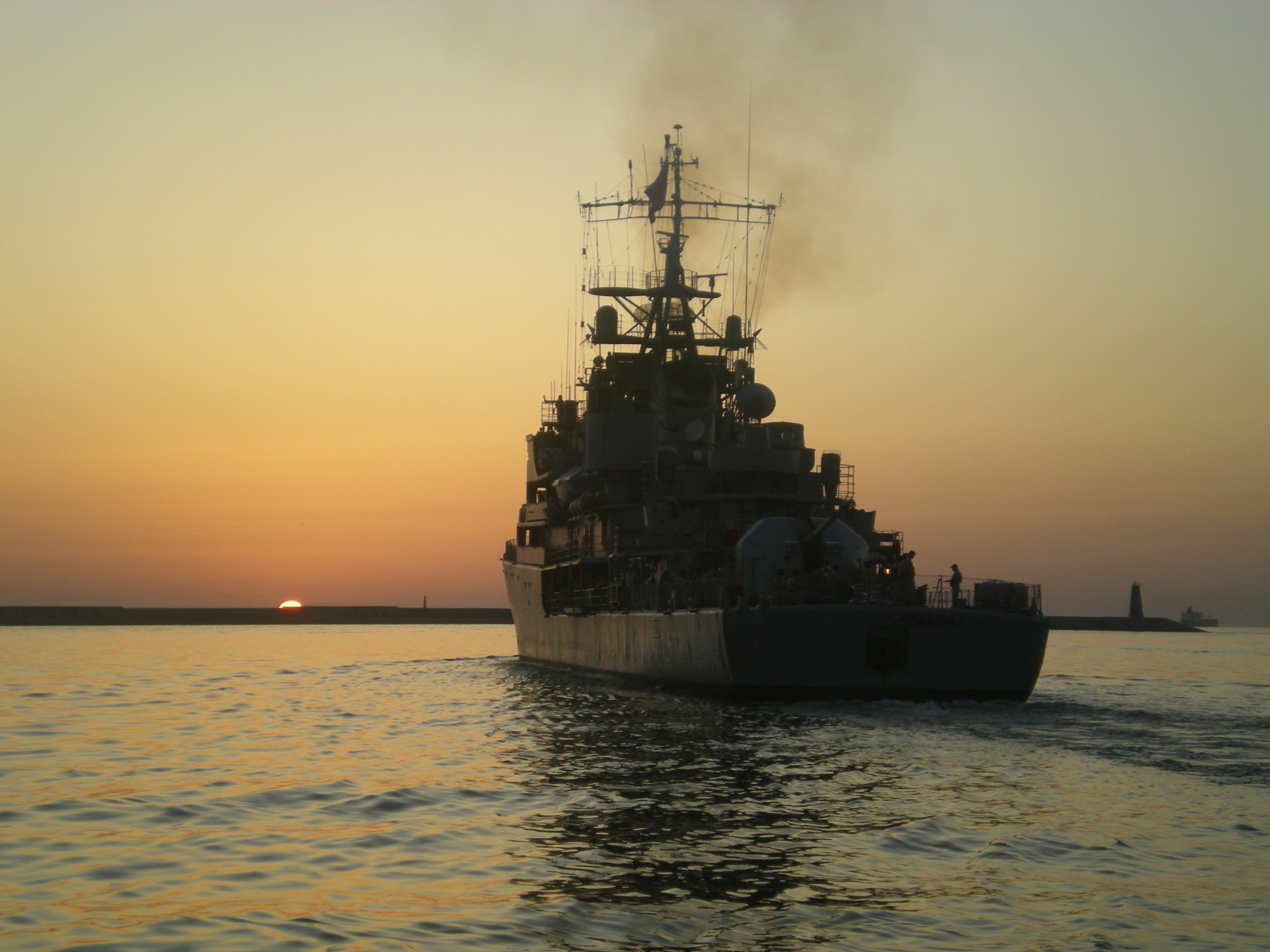
سفينة تدريب تركية

بلغت قوة الأفراد النشطة بالبحرية التركية في عام 2008، 48,600 فرد ويشمل هذا الرقم لواء مشاة بحرية برمائي، فضلا عن كتائب القوات الخاصة.
كما تمتلك البحرية التركية ما يقرب من 183 قطعة بحرية عاملة تتكون من:
14 غواصة، 7 طرادات، 16 سفينة دورية، 17 فرقاطة، 10 سفن تدريب، 20 كاسحة الغام، 2 سفن نقل، 45 قطعة برمائية، 13 سفينة خزان،27 زورق صواريخي، 3 قاطرات، 75 طائرة بحرية.
وتضم حوالي 50,000 فرد عامل وتتبعها قوة من مشاة البحرية وحرس السواحل.

## العلاقات التركية - المصرية

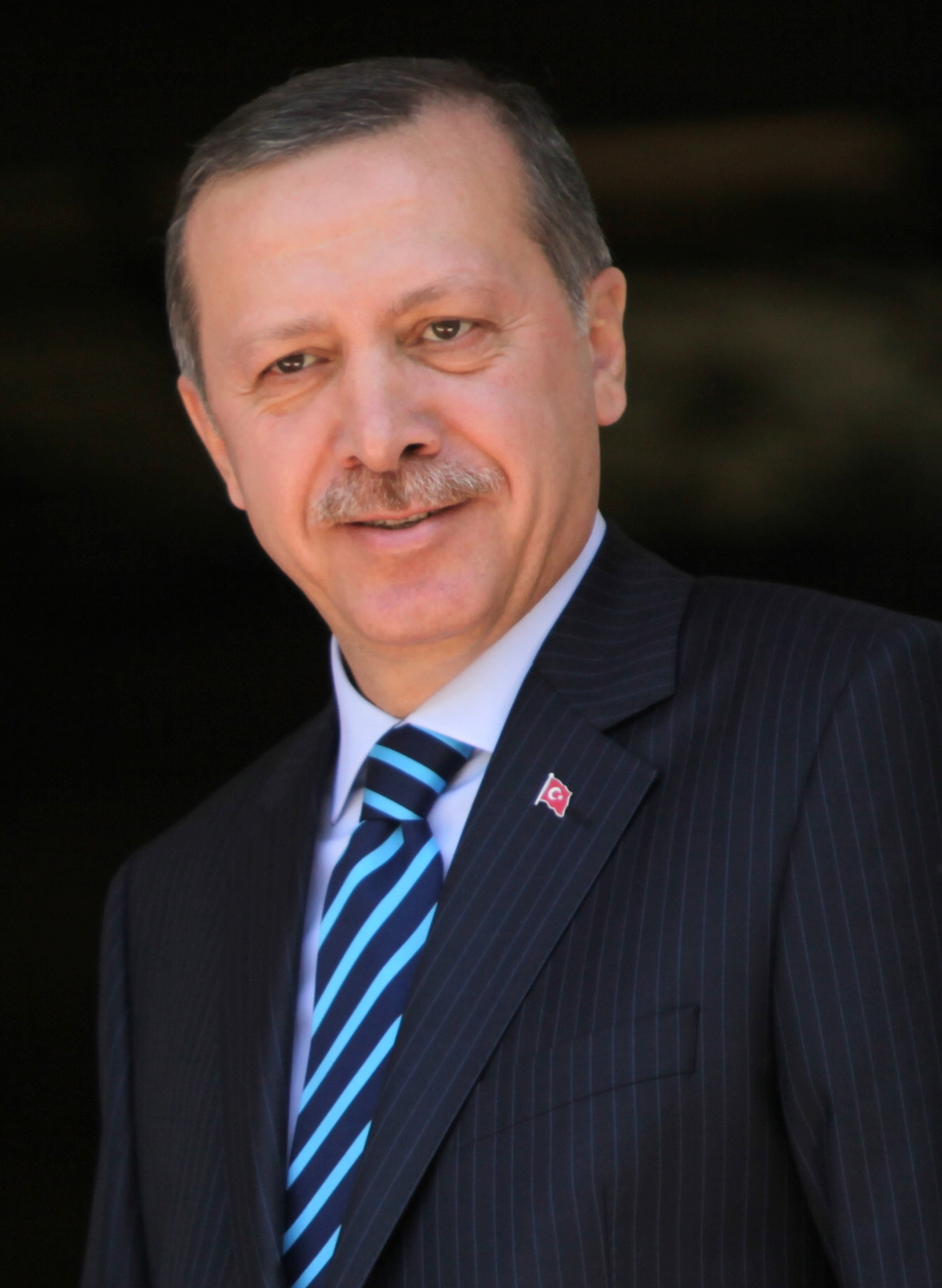
رجب طيب أردوغان

التاريخ الدبلوماسي بين البلدين يظهر مرور العلاقات بينهما بمحطات مختلفة منذ بدايتها في القرن التاسع الميلادي.

### الستينات والسبعينات والثمانينات
أولى محطات التوتر بين مصر وتركيا تعود لعام 1961، عندما رفضت أنقرة الوحدة المصرية السورية وأقرت الانفصال، وبقيت العلاقات خلال فترة السبعينات والثمانينات من القرن العشرين متعلقة بالجوانب الاقتصادية أكثر منها بالجوانب السياسية، مع وجود زيارات متبادلة لبعض كبار المسؤولين.

### التسعينات
في التسعينات توطدت العلاقات السياسية، بشكل كبير، بسبب الدور الذي لعبته مصر في تهدئة الوضع بين تركيا وسوريا في نزاعهما حول المياه والحدود والأكراد.

### ثورة 25 يناير

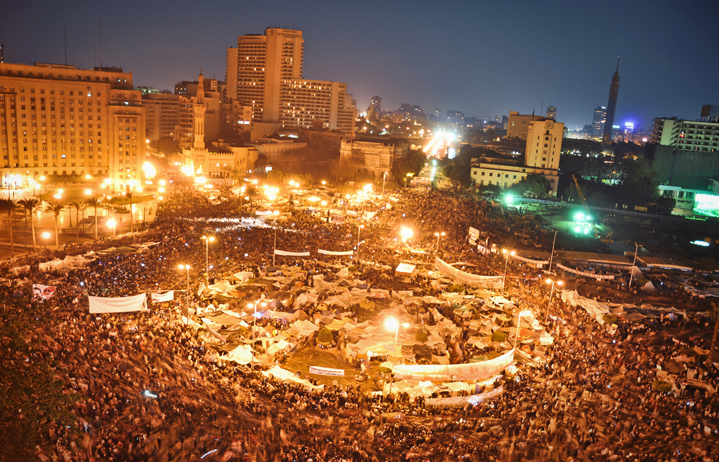
ميدان التحرير أثناء ثورة 25 يناير

تغيرت الأمور بين البلدين مع ثورة الخامس والعشرين من يناير التي أطاحت بالرئيس الأسبق حسني مبارك، ليحدث نوع من الفتور السياسي عندما دعا رئيس وزرائها أردوغان إلى الإطاحة بالرئيس حسني مبارك.
وسرعان ما عادت الأمور إلى التقارب أيام حكم المجلس العسكري، حيث وصل الرئيس التركي عبد الله غول إلى القاهرة، ناقش فيها سبل دعم التعاون السياسي والاقتصادي والعسكري بين البلدين خلال المرحلة الانتقالية.

### تركيا والإخوان
بلغت العلاقات بين البلدين أوجها مع وصول الرئيس السابق محمد مرسي، فإضافة إلى تطور العلاقات السياسية والاقتصادية دخلت العلاقات العسكرية إلى الواجهة، وحضر مرسي مؤتمراً لحزب العدالة والتنمية التركي، ممثلاً عن حزب الحرية والعدالة الذراع السياسي لجماعة الأخوان المسلمين.

### أحداث 30 يونيو

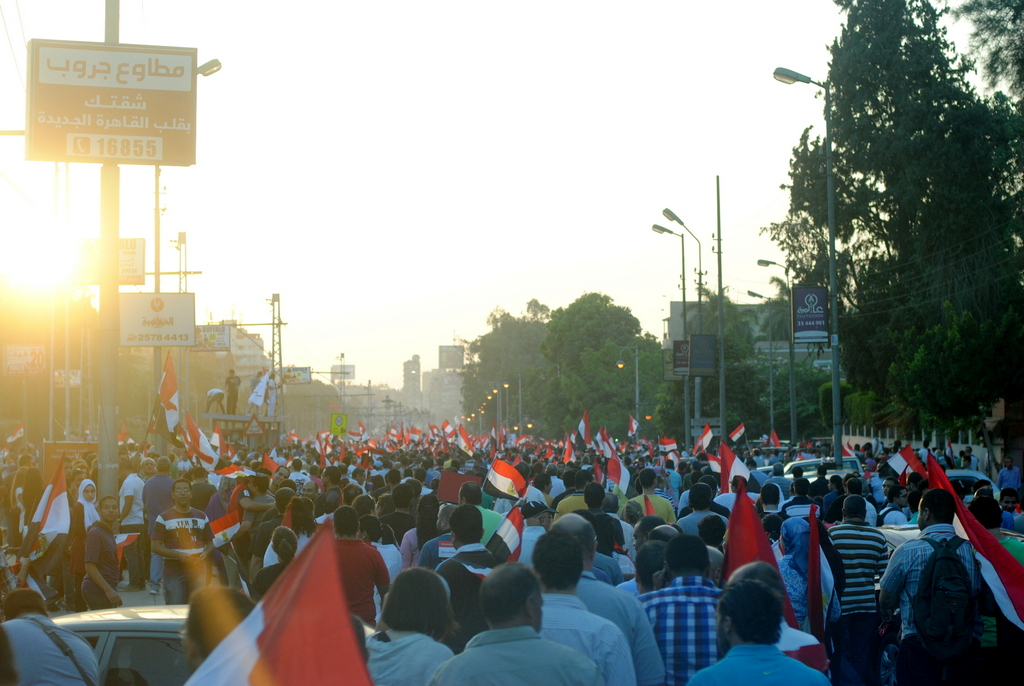
مظاهرات 30 يونيو

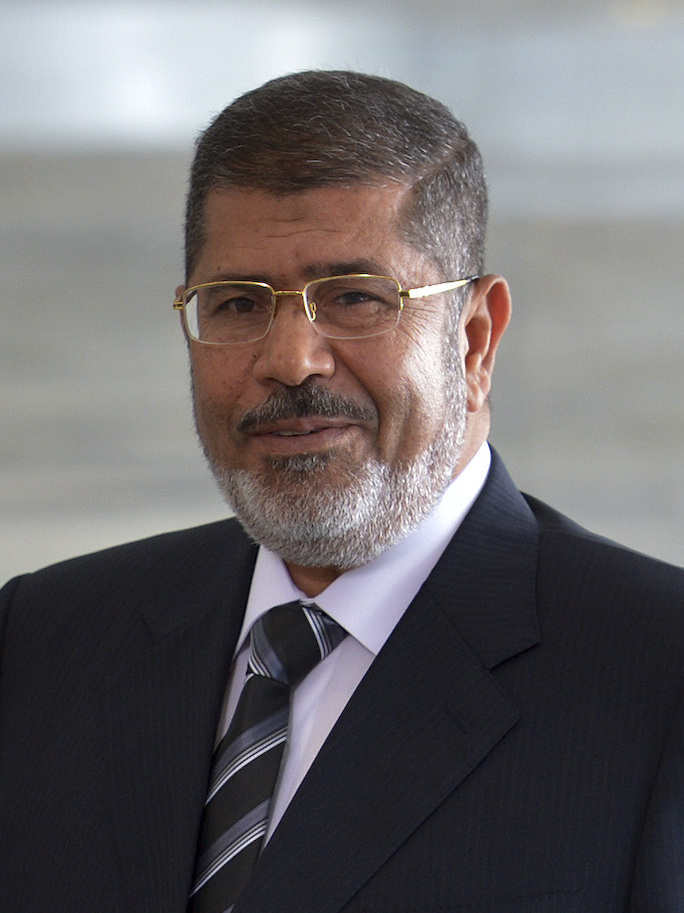
محمد مرسي.

بعد عزل الرئيس المصري محمد مرسي في الثالث من يوليو 2013. دخلت العلاقات المصرية – التركية على خط التدهور السريع، وبدا منذ اللحظة الأولى أن تركيا حسمت أمرها إلى جانب جماعة الإخوان المسلمين.
وظهر رئيس الوزراء التركي «رجب طيب أردوغان» واصفا ما حدث بـ«الانقلاب العسكري»، ووجه انتقادات لمن يسانده. وقد تكرر ذلك في لقاءاته وخطاباته وتعليقاته سواء في لقاءات عامة أو حزبية أو إعلامية. وكان أول هذه المواقف وضوحا يوم 12 يوليو في كلمته بمركز «القرن الذهبي» للمؤتمرات بإسطنبول، ضمن حفل لحزبه العدالة والتنمية. حيث أكد في كلمته أن ما حدث في مصر «انقلاب عسكري» استهدف إرادة الشعب المصري وحقه الديمقراطي.
وقامت الخارجية التركية بعدها باستدعاء سفيرها بالقاهرة للتشاور بعد إدانة قوية من أنقرة لما اعتبرته تعسفاً من القوى لأمنية المصرية وإفراطاً منها في استخدام القوة ضد المعتصمين برابعة والنهضة.
وهو ما ردت عليه الخارجية المصرية بإجراء مماثل باستدعاء السفير المصري لدى أنقرة في اليوم التالي، وأعلنت مصر وقف التدريبات البحرية المشتركة مع تركيا «بحر الصداقة 5» التي كان مقرراً إجراؤها في الأسبوع الأخير من أكتوبر في نفس العام.

### انتقادات الأزهر

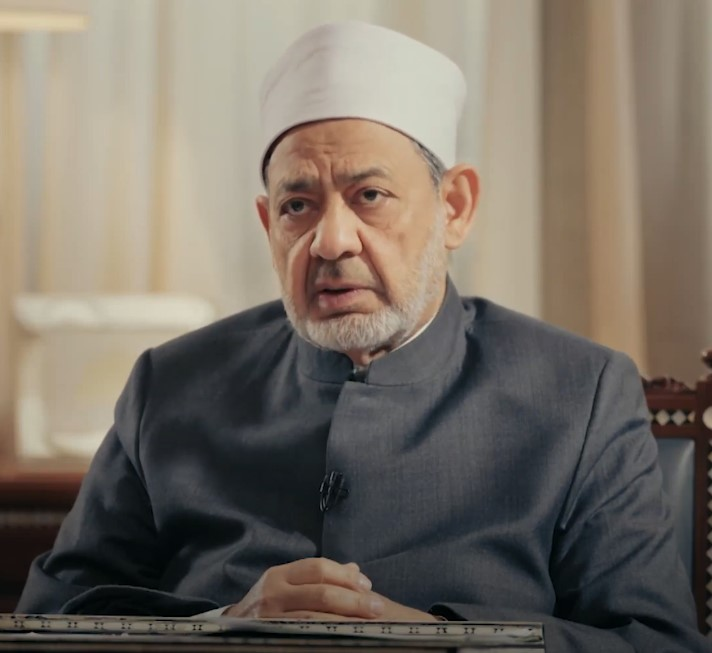
أحمد الطيب.

وجه أردوغان سهام نقده إلى الإمام الأكبر شيخ الأزهر الدكتور أحمد الطيب طبقا لما نشرته الصحافة التركية، وهو ما أثار غضباً واسعاً بالأوساط الرسمية المسؤولة المصرية عبرت عنه بردود إعلامية حاسمة، واستياء لدى المراجع الدينية المصرية.
وترتب على ذلك تخفيض التمثيل بين البلدين لأدنى مستوياته عاكسا أقصى درجات التوتر في العلاقات السياسية والدبلوماسية بين الدولتين.

### تصريحات الرئيس التركي
في مارس 2014 صرح الرئيس التركي عبد الله غول بأن مصر بلد مهم في المنطقة العربية ومنطقة البحر المتوسط. وفي مقابلة أجرتها معه صحيفة الراي الكويتية تحدث غول عن أهمية مصر من ناحية النفوذ والثقافة والحضارة وقال «مصر وتركيا اللتان تطلان على البحر المتوسط مثل شقي تفاحة ولذلك أولي أهمية لمصر كدولة كبيرة في المنطقة».
وقال «نحن نريد أن تكون مصر قوية لخير العرب والمسلمين ولكن في الفترة الأخيرة حدثت مشاكل تسيء لموقع مصر التي نريدها أن تكون دائمًا قوية».

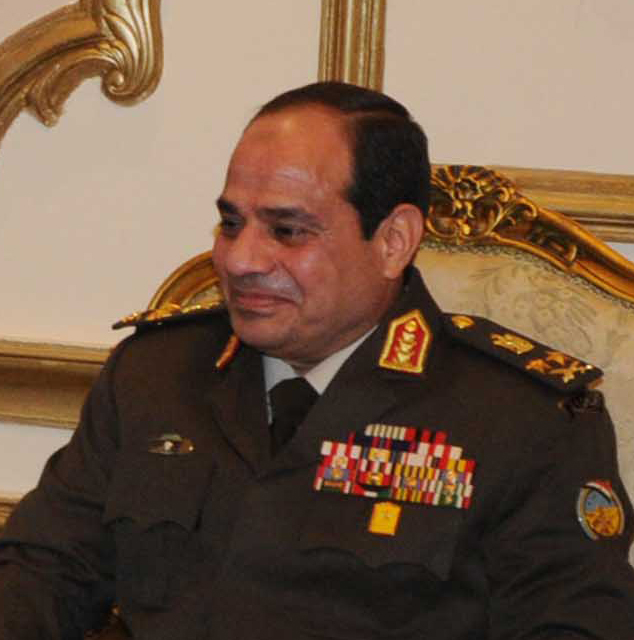
عبد الفتاح السيسي

### سباق التايم
بسبب التوترات بين البلدين اشتعلت منافسة شديدة على الإنترنت بين أنصار وزير الدفاع الفريق أول آنذاك عبد الفتاح السيسي وأنصار رئيس الوزراء التركي رجب طيب أردوغان، في الإستفتاء السنوي الذي تجريه «مجلة تايم» الأمريكية لشخصية العام 2013 عبر موقعها الإلكتروني، والتي فاز فيها البابا فرانسيس بشخصية العام 2013،  وجاء في استطلاع القراء المبدئي لشخصية العام أن تصويت القراء للسيسي جاء أعلى من تصويتهم لأردوغان، وأتت بعدهما في المركز الثالث مغنية البوب الأمريكية مايلي سايرس والتي كانت من ضمن المرشحين العشرة الأوائل في النهائيات لعام 2013.
وحصد السيسي خلال التصويت على 26.2 % من أصوات القراء، وجاء في المركز الثاني رئيس الوزراء التركي رجب طيب أردوغان، بنسبة 20.8 %، وتلتهما مغنية البوب الأمريكية ميلي سايرس بنسبة 16.3 %.

## المناورات المنفذة

### بحر الصداقة 1

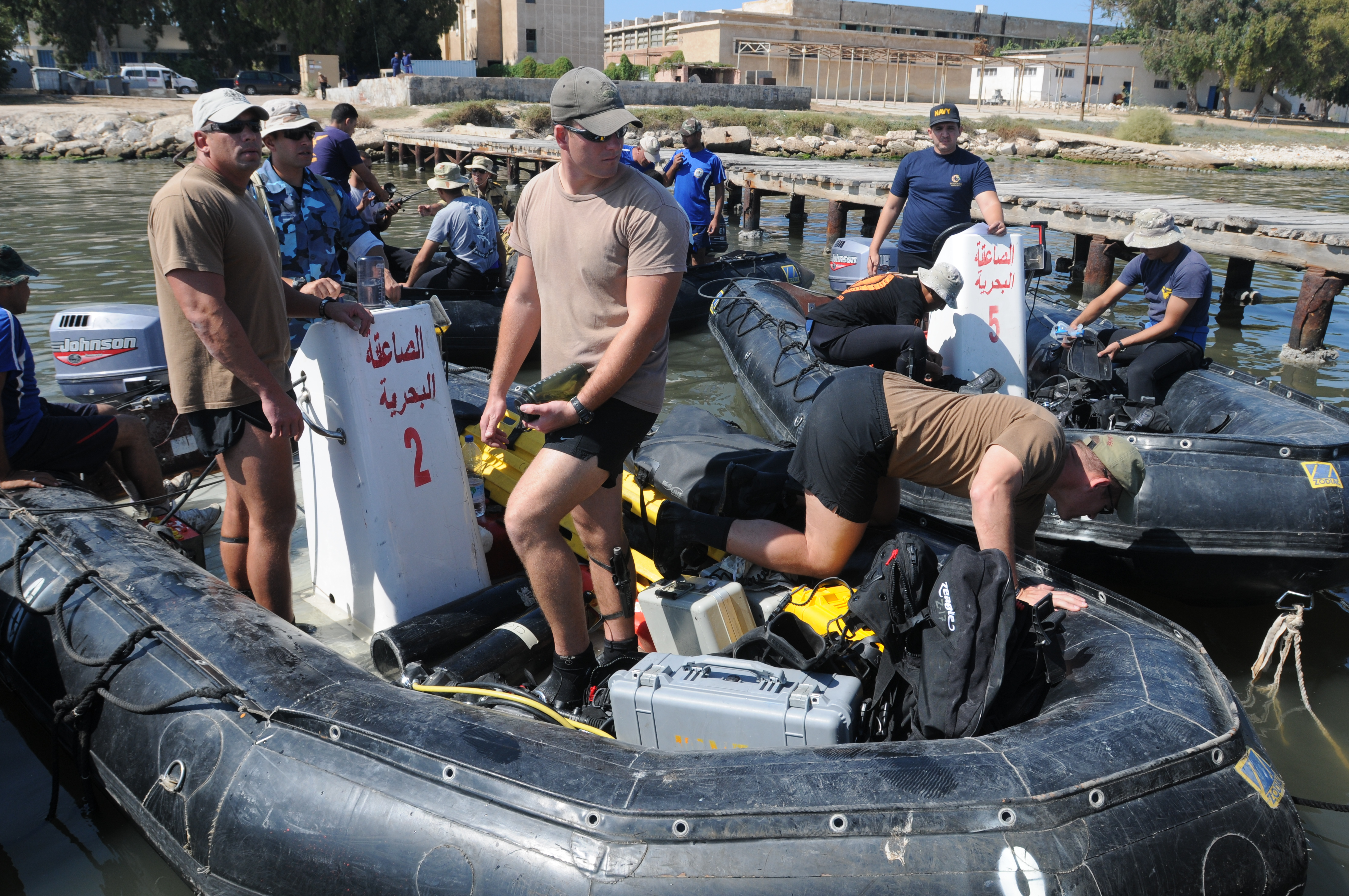
الضفادع البشرية المصرية في تدريب سابق مع البحرية الأمريكية عام 2009م.

بدأت المناورات البحرية المصرية التركية المشتركة لأول مرة تحت عنوان «بحر الصداقة التركية المصرية 2009»، صباح يوم الإثنين الموافق 16 نوفمبر 2009 واستمرت حتى 22 نوفمبر 2009. وجرت في المياه الإقليمية التركية بشرق البحر الأبيض المتوسط، وذلك بناءً على اتفاقية التعاون العسكري الموقعة بين البلدين في ذات العام بهدف التعرف على أساليب القتال المستخدمة لدى الجانبين.
شاركت البحرية المصرية في المناورات بفرقاطتين وزورقي هجوم وسفينة وطائرة هليكوبتر مروحية، بالإضافة إلى فريق من الضفادع البشرية المدربين على التعامل مع الأهداف تحت الماء.
فيما شاركت البحرية التركية في المناورات بفرقاطتين وزورقي هجومٍ وطراد وغواصة وزورق قطر (سحب) واثنين من القوارب السريعة، بالإضافة إلى فريق من الضفادع البشرية التركية مدربين تدريباً عالياً على الأعمال الهجومية تحت الماء.
وأتت هذه المناورات بعد أقل من أسبوعين من مناورات أجرتها إسرائيل مع البحرية الأمريكية شرق البحر الأبيض المتوسط قبالة ساحل الأراضي الفلسطينية المحتلة، استخدمت خلالها أسلحة حديثة وصواريخ هجومية وأنظمة دفاع صاروخية تم تطويرها وتصميمها بتعاون إسرائيلي أمريكي مشترك، كما شارك في هذه المناورات أكثر من 1000 من جنود البحرية الأمريكية.

### بحر الصداقة 2

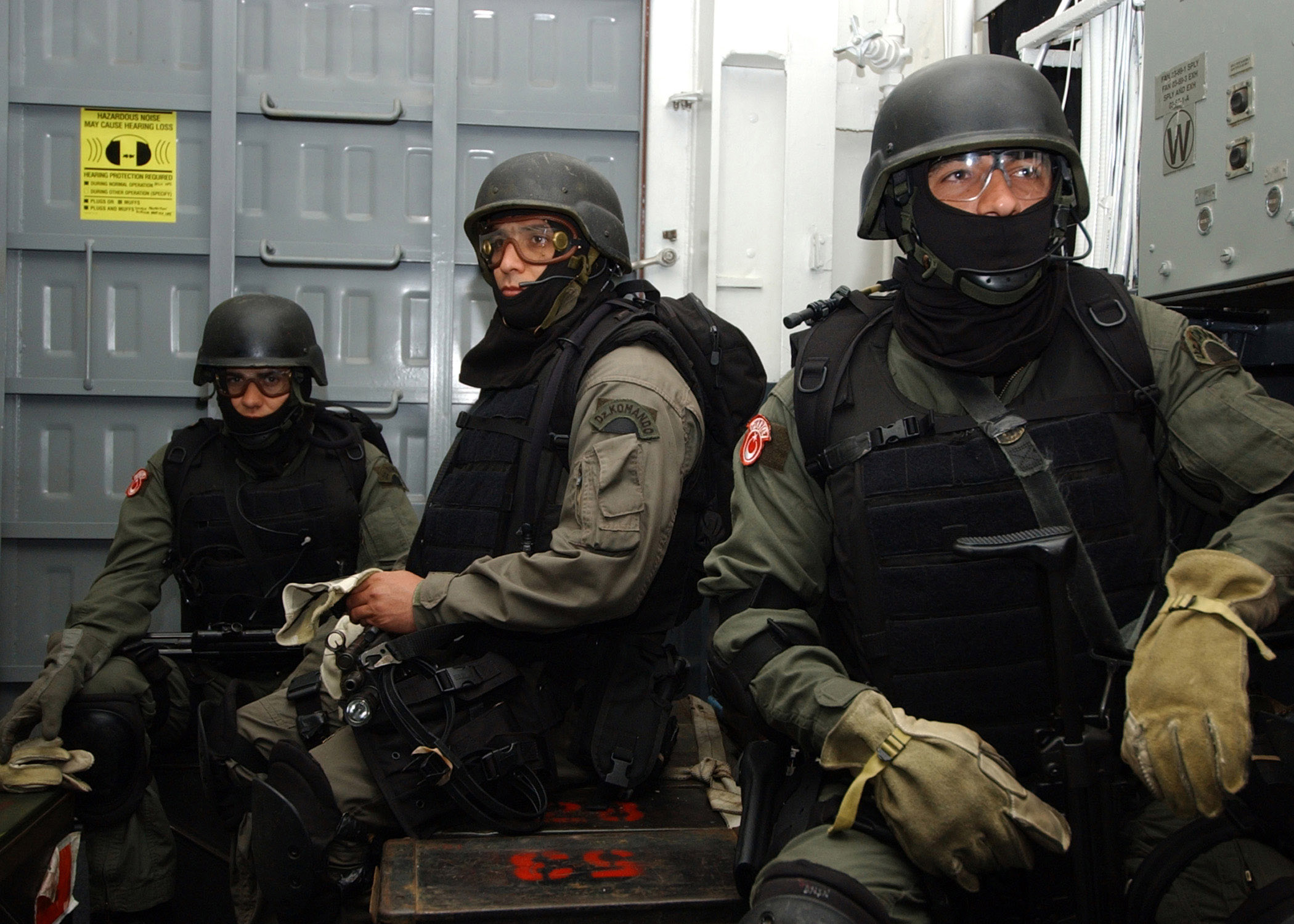
الضفادع البشرية التركية.

جرت مناورة بحر الصداقة 2 لعدة أيام تحت عنوان «بحر الصداقة التركية المصرية 2010»، صباح يوم الأربعاء الموافق 6 أكتوبر 2010، في شرق مياه البحر المتوسط، بمشاركة فرقاطتين وغواصة لكل دولة بالإضافة إلى طائرة هليكوبتر وفريق قوات خاصة لتركيا وزورقين و3 طائرات هليكوبتر ووحدتين للضفادع البشرية لمصر، بحسب بيان صدر عن رئاسة الأركان التركية.
وشمل التدريب أعمال الاستطلاع للأهداف البحرية المعادية وتنفيذ عدة تشكيلات بحرية أظهرت مدى قدرة الوحدات البحرية المشاركة على اتخاذ أوضاعها بدقة وسرعة عالية والاستعداد لخوض معركة بحرية في عرض البحر.

#### علاقة المناورة بإسرائيل
أتت مناورات بحر الصداقة 2 في الوقت الذي شهد جفاء عسكري في العلاقات التركية - الإسرائيلية، لم يصل لحد القطيعة، فيما يتعلق بالتدريبات العسكرية منذ أن استبعدت أنقرة إسرائيل من «مناورات نسر الأناضول» المشتركة في أكتوبر 2009، أي قبل شهر واحد من المناورات التي جرت مع مصر، وهو ما علقت عليه الصحف الإسرائيلية في حينه بأنه «مؤشر قلق».

### بحر الصداقة 3
جرت مناورة بحر الصداقة 3 تحت عنوان «بحر الصداقة التركية المصرية 2011»، صباح يوم الجمعة الموافق 16 ديسمبر 2011 
واستمرت حتى 29 ديسمبر 2011. داخل ميناء اكساز الحربي والمياه الإقليمية التركية بالبحر المتوسط.
شارك في التدريب عشرات القطع البحرية من الجانبين المصري والتركي من طرز مختلفة بالإضافة إلى عناصر الصاعقة البحرية وطائرات اف 16 وطائرات "الهل" جي 2 - إس إتش "، التي نفذت أكثر من 23 نشاطاً وبياناً ومهمة قتالية تمثل مختلف مهام القوات البحرية سلماً وحرباً، وتنفيذ معركة تصادمية بين القوات بالإضافة إلى التدريب على تنظيم جميع أنواع الدفاعات بالبحر والتصدي للتشكيلات المعادية والرماية بالذخيرة الحية تحت نشاط العدو الجوي والكيماوي والإلكتروني. حضر احدي المراحل الرئيسية للمناورة الفريق مهاب مميش قائد القوات البحرية المصرية والأدميرال مراد بيليجال قائد القوات البحرية التركية وعدد من قادة القوات البحرية من الجانبين.

### بحر الصداقة 4
جرت مناورات بحر الصداقة 4 تحت عنوان «بحر الصداقة التركية المصرية 2012»، صباح يوم الأربعاء الموافق 10 أكتوبر 2012 واستمرت حتى 14 أكتوبر 2012. داخل المياه الإقليمية المصرية بالإسكندرية في مياه البحر المتوسط.
شارك الأسطول المصري بأكثر من 12 قطعة بحرية في هذه المناورة كما شاركت القوات الجوية المصرية في المناورة أيضاً من خلال طائرات «إف 16». بينما شارك الأسطول التركي في المناورات بفرقاطتين وقطعتين بحريتين للهجوم السريع، وسفينتي إنزال وناقلة إمداد وكتيبة مشاة بحرية وطائرتي هليكوبتر وفريق عمليات خاصة.

### إلغاء مناورات بحر الصداقة 5
أعلنت مصر رسمياً يوم الجمعة الموافق 16 أغسطس 2013، عن قرارها إلغاء المناورات العسكرية المشتركة مع تركيا «بحر الصداقة» بين القوات البحرية في كلا الدولتين، والذي كان من المقرر إجراؤها خلال الفترة من 21 إلى 28 أكتوبر 2013.
وصرحت وزارة الخارجية المصرية بأن التدريب المشترك مع تركيا تم إلغاؤه احتجاجاً على التصريحات والممارسات التركية غير المقبولة، والتي تمثل تدخلاً صريحاً في الشأن المصري، وتقف ضد إرادة الشعب المصري. حيث شهدت العلاقات بين مصر وتركيا توترات متزايدة بعد تصريحات لمسؤولين وشخصيات رسمية في أنقرة، في أعقاب قيام قوات الأمن المصرية بفض اعتصامات أنصار الرئيس السابق محمد مرسي، بعد أحداث 30 يونيو.
من جانبها نفت تركيا أن تكون مصر هي التي اتخذت قرار إلغاء المناورات المشتركة، مؤكدة أن قرار الإلغاء جاء من الجانب التركي الذي أخطر القاهرة بعدم إجراء تلك التدريبات، وكذلك بإلغاء تدريب مشترك للقوات المصرية مع حلف شمال الأطلسي «ناتو».

## مناورات أخرى

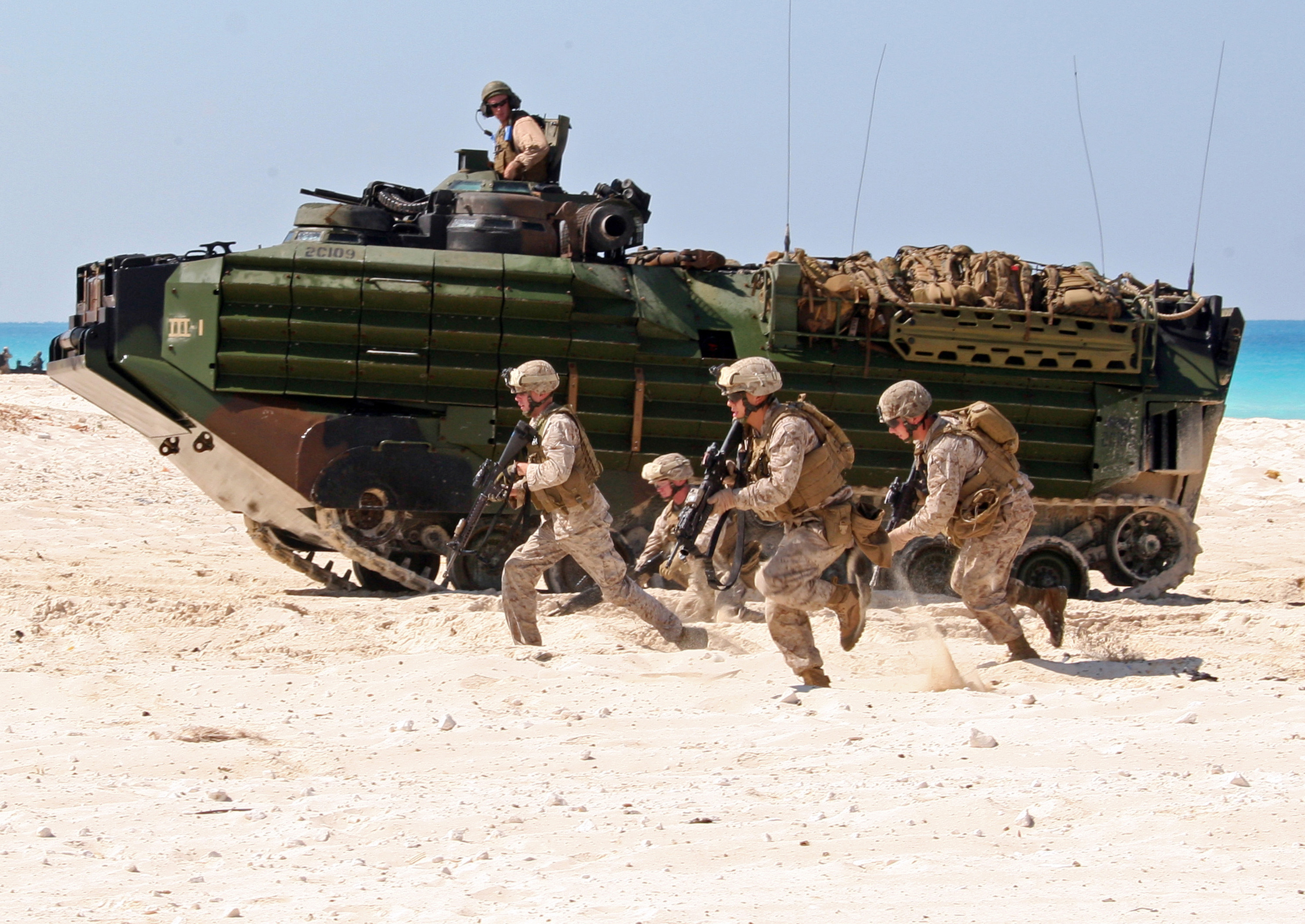
مجموعة من الجنود الأمريكيين بالإسكندرية خلال مناورات النجم الساطع عام 2009.

وسبق لمصر وتركيا أن أجرتا مناورات عسكرية مشتركة كان آخرها «مناورات النجم الساطع» التي تجريها مصر سنوياً بمشاركة دول أجنبية، لكن «بحر الصداقة» هي الأولى من نوعها في البحر، كما أنها الأولى التي تجري بينهما بلا طرف ثالث.